# Louargat
Louargat [lwaʁɡat] est une commune française située dans le département des Côtes-d'Armor en région Bretagne.

## Géographie
Très étendue, la commune de Louargat englobe, au nord, le bourg de Saint-Eloi. Au sud, elle descend jusqu'aux forêts de Coat an Noz et Coat an Hay. À l'est, elle est en bordure du Menez Bré, sommet du Trégor, où le Guindy prend sa source et sépare la commune de celle de Pédernec.
| Trégrom             | Pluzunet  | Bégard    |
| Plounévez-Moëdec    | Louargat  | Pédernec  |
| Belle-Isle-en-Terre | Gurunhuel | Tréglamus |

### Hydrographie
Pour un article plus général, voir Réseau hydrographique des Côtes-d'Armor.
La commune est située dans le bassin Loire-Bretagne. Elle est drainée par le Jaudy, le Léguer, le Guindy, le Frout, le Roudour et le ruisseau le Frout,,.
Le Jaudy, d'une longueur de 48 km, prend sa source dans la commune de Tréglamus et se jette  dans la Manche en limite de Plouguiel et de Kerbors, après avoir traversé 13 communes. 

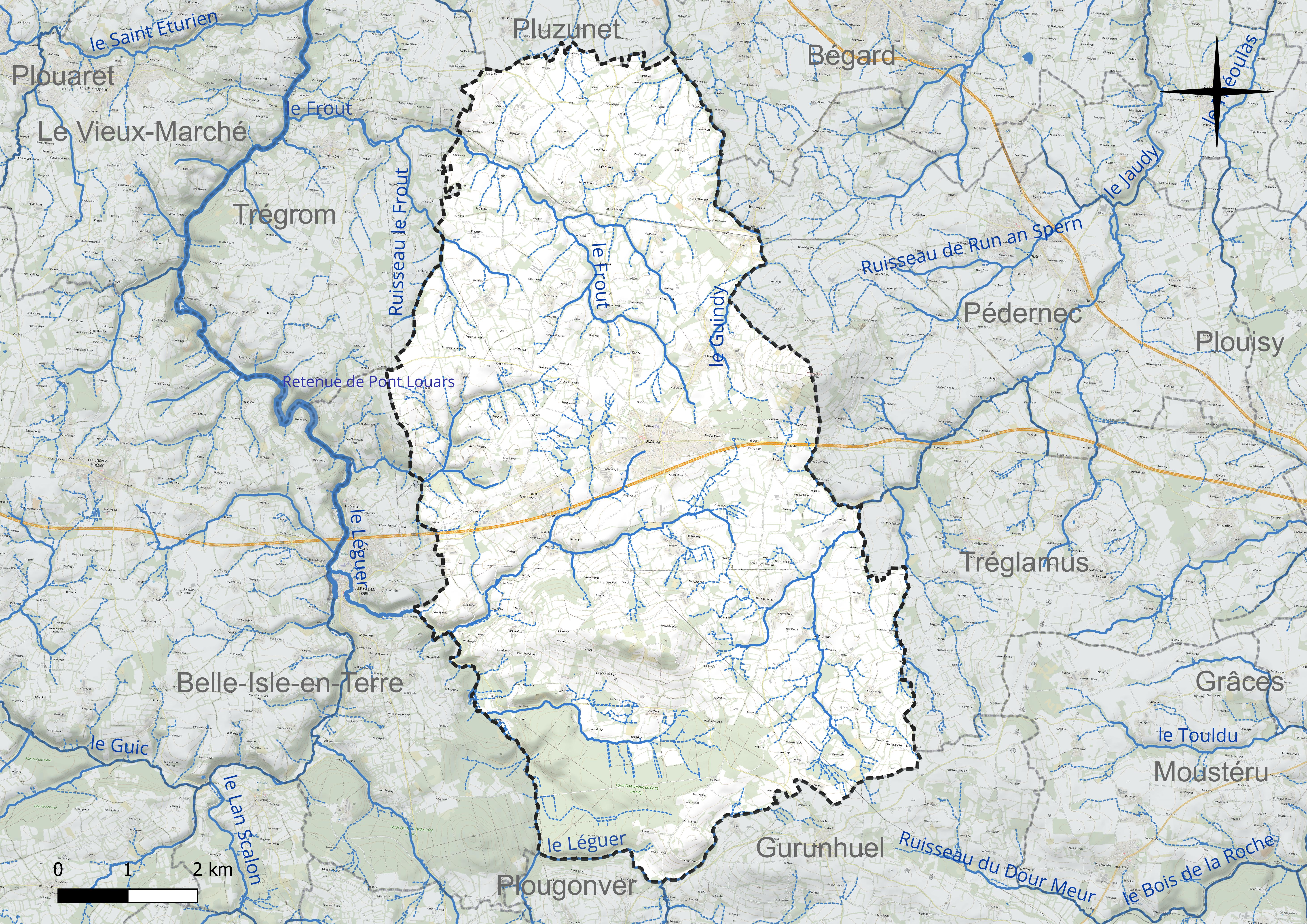
Réseau hydrographique de Louargat.

Le Léguer, d'une longueur de 58 km, prend sa source dans la commune de Bourbriac et se jette  dans la baie de Lannion en limite de Lannion et de Trédrez-Locquémeau, après avoir traversé 15 communes. 
Le Guindy, d'une longueur de 43 km, prend sa source dans la commune  et se jette  dans le Jaudy à Tréguier, après avoir traversé 16 communes. 

### Climat
Le climat qui caractérise la commune est qualifié, en 2010, de « climat océanique franc », selon la typologie des climats de la France qui compte alors huit grands types de climats en métropole. En 2020, la commune ressort du type « climat océanique » dans la classification établie par Météo-France, qui ne compte désormais, en première approche, que cinq grands types de climats en métropole. Ce type de climat se traduit par des températures douces et une pluviométrie relativement abondante (en liaison avec les perturbations venant de l'Atlantique), répartie tout au long de l'année avec un léger maximum d'octobre à février.
Les paramètres climatiques qui ont permis d’établir la typologie de 2010 comportent six variables pour les températures et huit pour les précipitations, dont les valeurs correspondent à la normale 1971-2000. Les sept principales variables caractérisant la commune sont présentées dans l'encadré ci-après.
| Paramètres climatiques communaux sur la période 1971-2000 - Moyenne annuelle de température : 10,7 °C - Nombre de jours avec une température inférieure à −5 °C : 1,1 j - Nombre de jours avec une température supérieure à 30 °C : 0,6 j - Amplitude thermique annuelle : 11,3 °C - Cumuls annuels de précipitation : 1 061 mm - Nombre de jours de précipitation en janvier : 15,5 j - Nombre de jours de précipitation en juillet : 8,4 j |

Avec le changement climatique, ces variables ont évolué. Une étude réalisée en 2014 par la Direction générale de l'Énergie et du Climat complétée par des études régionales prévoit en effet que la  température moyenne devrait croître et la pluviométrie moyenne baisser, avec toutefois de fortes variations régionales. La station météorologique de Météo-France installée sur la commune et mise en service en 1987 permet de connaître l'évolution des indicateurs météorologiques. Le tableau détaillé pour la période 1981-2010 est présenté ci-après.
| Mois                                  | jan.             | fév.            | mars          | avril         | mai             | juin            | jui.          | août           | sep.           | oct.            | nov.          | déc.            | année      |
| ------------------------------------- | ---------------- | --------------- | ------------- | ------------- | --------------- | --------------- | ------------- | -------------- | -------------- | --------------- | ------------- | --------------- | ---------- |
| Température minimale moyenne (°C)     | 3,2              | 3               | 4             | 4,6           | 7,6             | 9,9             | 12            | 11,9           | 9,8            | 8,1             | 5,1           | 3,1             | 6,9        |
| Température moyenne (°C)              | 6,1              | 6,3             | 7,9           | 9,1           | 12,4            | 14,9            | 16,8          | 17             | 14,7           | 12              | 8,5           | 6,1             | 11         |
| Température maximale moyenne (°C)     | 9                | 9,7             | 11,9          | 13,6          | 17,2            | 19,9            | 21,6          | 22,1           | 19,6           | 15,8            | 11,8          | 9,1             | 15,1       |
| Record de froid (°C) date du record   | −11,1 02.01.1997 | −9,3 12.02.1991 | −8,1 01.03.04 | −5 05.04.1990 | −2,9 13.05.10   | −0,3 04.06.1991 | 2,9 16.07.01  | 2,3 29.08.1993 | 0,2 14.09.1996 | −4,7 29.10.1997 | −6,9 29.11.10 | −8,8 11.12.1991 | −11,1 1997 |
| Record de chaleur (°C) date du record | 16,5 24.01.16    | 19,4 14.02.1998 | 23,1 19.03.05 | 27,8 15.04.15 | 29,5 20.05.1989 | 33,2 30.06.15   | 36,1 19.07.16 | 38,4 09.08.03  | 30,9 04.09.13  | 29,1 02.10.11   | 20,9 01.11.15 | 17,8 19.12.15   | 38,4 2003  |
| Précipitations (mm)                   | 117,4            | 104,8           | 79,6          | 86,4          | 66,7            | 50,5            | 52,3          | 50,5           | 65,3           | 103,8           | 113,9         | 122,1           | 1 013,3    |

## Urbanisme

### Typologie
Au 1er janvier 2024, Louargat est catégorisée commune rurale à habitat très dispersé, selon la nouvelle grille communale de densité à 7 niveaux définie par l'Insee en 2022.
Elle est située hors unité urbaine et hors attraction des villes,.

### Occupation des sols
L'occupation des sols de la commune, telle qu'elle ressort de la base de données européenne d’occupation biophysique des sols Corine Land Cover (CLC), est marquée par l'importance des territoires agricoles (82,3 % en 2018), en diminution par rapport à 1990 (83,4 %). La répartition détaillée en 2018 est la suivante : 
zones agricoles hétérogènes (55,6 %), terres arables (23,4 %), forêts (13,1 %), zones urbanisées (3,9 %), prairies (3,2 %), zones industrielles ou commerciales et réseaux de communication (0,7 %). L'évolution de l’occupation des sols de la commune et de ses infrastructures peut être observée sur les différentes représentations cartographiques du territoire : la carte de Cassini (XVIIIe siècle), la carte d'état-major (1820-1866) et les cartes ou photos aériennes de l'IGN pour la période actuelle (1950 à aujourd'hui).

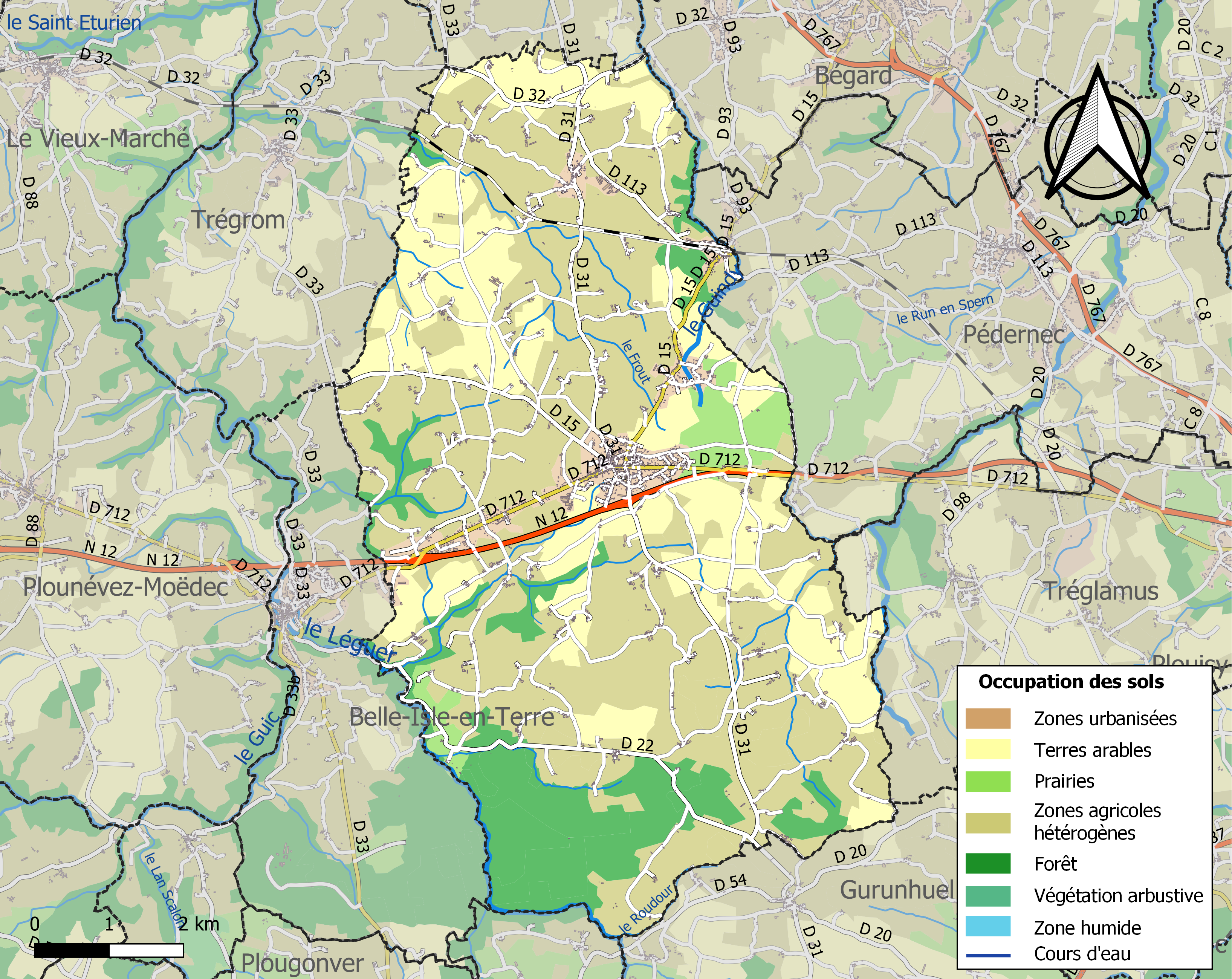
Carte des infrastructures et de l'occupation des sols de la commune en 2018 (CLC).

## Toponymie
Attestée sous les formes Louergat en 1160, Loeargal en 1170 puis Louargat dès 1330.
Le nom de Louargat dérive du saint breton Ergat (Boscat, Ouergat, Gouergat ou Wergat) (cf. Tréouergat, Tréogat et Pouldergat). Louargat pourrait aussi dériver de l'ancien breton loer ou loar (lune) et cat (combat) ; ou de loc ar goat (lieu du bois) ; ou encore loar goat (lune du bois), en raison de la situation de la commune au milieu de la forêt de Coat-an-Hay.

## Histoire

### Les Hospitaliers
L'église Notre-Dame-des-Neiges est l'église primitive de Louargat avec pour fondateurs les Hospitaliers de l'ordre de Saint-Jean de Jérusalem[réf. nécessaire]. Comme toute la paroisse, Louargat dépendait de la commanderie de Palacret. C'est le elemosina de Louargat de la Charte de 1170[réf. nécessaire].
L'ancienne église ayant besoin d'être restaurée et agrandie, les plans de ces travaux furent dressés en 1858 par M. Eugène Dar, architecte à Guingamp, marié à Eugénie Troussel, mais ne furent pas approuvés par l'architecte diocésain qui fit dresser de nouveaux plans par M. Guépin. Devant les lenteurs administratives, les paroissiens démolirent leur église sans autorisation, en 1866, à l'exception de la tour avec ses gargouilles et ses fonts baptismaux qui datent du XVIe siècle, sur une base du XVe siècle. Une nef neuve remplace l'ancienne qui avait des débris des XIVe siècle, XVe siècle et XVIe siècle, elle conserve quatre enfeus aux armes des familles de Guébriant, Raison du Cleuziou et du Largez[réf. nécessaire]. L'édifice actuel a été terminé en 1869, il abrite une statue de saint Isidore datée du XXe siècle[réf. nécessaire].

### LeXVIIIesiècle
- Combat de Louargat, le 30 août 1799 entre les Chouans et les Républicains.

### LeXIXesiècle

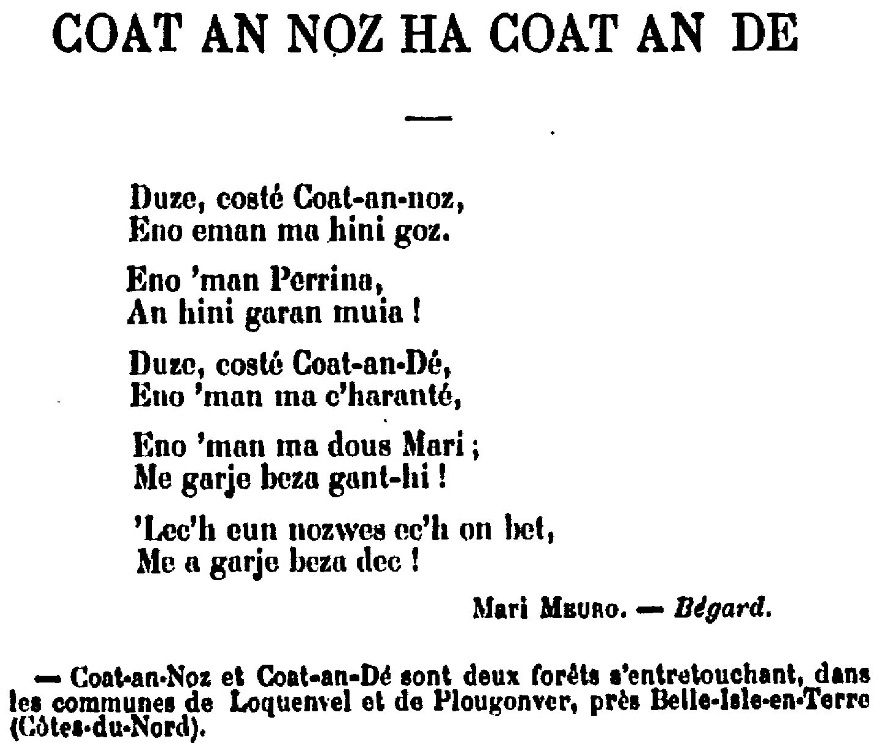
Soniou (chanson traditionnelle en breton) Coat an Noz ha Coat an De recueillie par François-Marie Luzel en 1890.

### LeXXesiècle

#### La Belle Époque
L'inventaire des biens d'église fut effectué à Louargat le 11 mars 1906 sans incident notable.

#### La Première Guerre mondiale
Le monument aux morts porte les noms de 182 soldats morts pour la Patrie pendant la Première Guerre mondiale.

#### La Seconde Guerre mondiale
Le monument aux morts de Louargat porte les noms de 21 personnes mortes pour la France durant la Seconde Guerre mondiale.

#### L'après Seconde Guerre mondiale
Un soldat originaire de Louargat est mort pour la France pendant la guerre d'Indochine et trois durant la guerre d'Algérie.

## Démographie
L'évolution du nombre d'habitants est connue à travers les recensements de la population effectués dans la commune depuis 1793. Pour les communes de moins de 10 000 habitants, une enquête de recensement portant sur toute la population est réalisée tous les cinq ans, les populations de référence des années intermédiaires étant quant à elles estimées par interpolation ou extrapolation. Pour la commune, le premier recensement exhaustif entrant dans le cadre du nouveau dispositif a été réalisé en 2008.

En 2022, la commune comptait 2 393 habitants, en évolution de +1,61 % par rapport à 2016 (Côtes-d'Armor : +1,78 %, France hors Mayotte : +2,11 %).
| 1793  | 1800  | 1806  | 1821  | 1831  | 1836  | 1841  | 1846  | 1851  |
| ----- | ----- | ----- | ----- | ----- | ----- | ----- | ----- | ----- |
| 4 031 | 3 529 | 4 419 | 5 005 | 5 004 | 3 833 | 4 042 | 4 249 | 4 428 |

| 1856  | 1861  | 1866  | 1872  | 1876  | 1881  | 1886  | 1891  | 1896  |
| ----- | ----- | ----- | ----- | ----- | ----- | ----- | ----- | ----- |
| 4 277 | 4 328 | 4 357 | 4 580 | 4 612 | 4 311 | 4 416 | 4 375 | 4 346 |

| 1901  | 1906  | 1911  | 1921  | 1926  | 1931  | 1936  | 1946  | 1954  |
| ----- | ----- | ----- | ----- | ----- | ----- | ----- | ----- | ----- |
| 4 071 | 3 970 | 3 779 | 3 466 | 3 517 | 3 104 | 3 067 | 2 762 | 2 570 |

| 1962  | 1968  | 1975  | 1982  | 1990  | 1999  | 2006  | 2008  | 2013  |
| ----- | ----- | ----- | ----- | ----- | ----- | ----- | ----- | ----- |
| 2 428 | 2 340 | 2 179 | 2 224 | 2 128 | 2 126 | 2 208 | 2 230 | 2 329 |

| 2018  | 2022  | - | - | - | - | - | - | - |
| ----- | ----- | - | - | - | - | - | - | - |
| 2 331 | 2 393 | - | - | - | - | - | - | - |

## Langue bretonne
Le nom de la commune en breton est Louergad.
L’adhésion à la charte Ya d'ar brezhoneg a été votée par le conseil municipal le 14 juin 2007. Le 6 février 2012 a été remis à la commune le label Ya d'ar brezhoneg de niveau 1.
À la rentrée 2021, 61 élèves étaient scolarisés dans les filières bilingues publiques (soit 28,5 % des enfants de la commune inscrits dans le primaire).

## Lieux et monuments

### Hauteurs
- Menez Bré, haut de 302 m. Au sommet, chapelle Saint-Hervé siège de foires renommées (chevaux).
- Méné Hoguené, haut de 304 m : « Lande Supplice », lieu de haute et basse justice et d’exécutions (les suppliciés étaient pendus sur ce point culminant).

### Architecture religieuse
Préhistoire

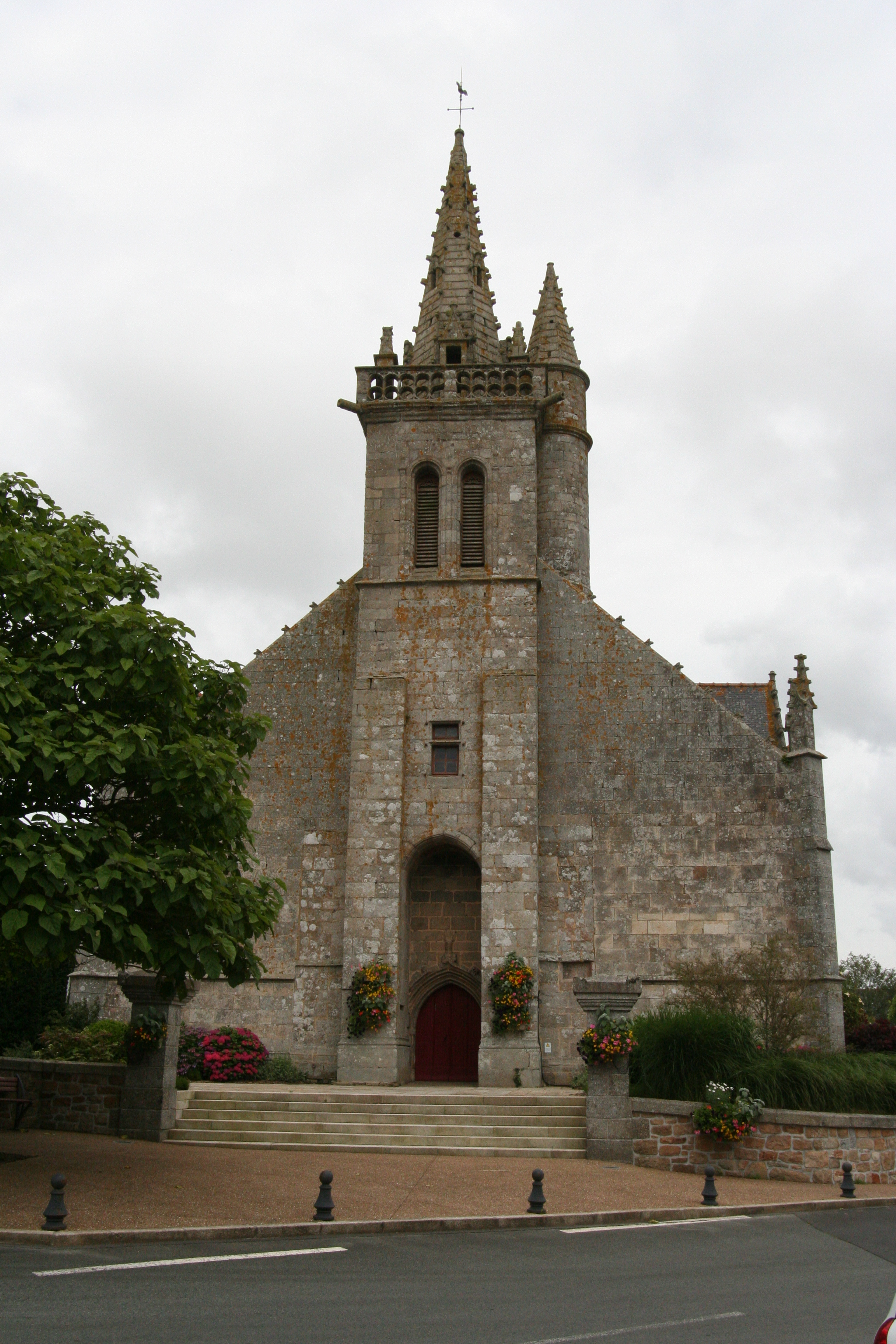
L'église Notre-Dame-des-Neiges.

- Menhirs de Pergat : deux menhirs érigés en fond de vallée.
- An Dossen, tumulus classé au titre des monuments historiques en 1946[39].
- Stèle gauloise Saint-Michel (âge du fer).
- Stèle de Cre'ch Even (percée de trous).

Édifices chrétiens
- Église Notre-Dame-des-Neiges[40].
- Église Saint-Éloi (bourg de Saint-Eloi).
- Chapelles Saint-Jean et Saint-Fiacre (XVIIe siècle).
- Chapelle Saint-Paul (XVIIIe siècle).
- Chapelle Saint-Sylvestre (XVIIIe siècle).
- Chapelle Saint-Hervé sur le Menez-Bré.
- Chapelle Sainte-Marguerite (XIIIe siècle[41]), dans le parc du manoir du Cleuziou.

### Architecture civile
- Monument aux Morts[42]
- Motte féodale de Pen Ar Stang, dite « tumulus An Dossen », 114 m de haut.
- Manoir du Cleuziou. Construit entre le XIIIe siècle et le XVIIIe siècle[41]. C'est la famille du Cleuziou qui en est initialement propriétaire, puis la famille Raison après le mariage de Gillette du Cleuziou[réf. nécessaire]. Le bâtiment et ses 7 hectares sert d'hôtel et de restaurant, jusqu'à sa mise aux enchères début décembre 2022[41].
- Manoir de Plouserf.

### Patrimoine naturel
- Forêt de Coat An Hay.
- Lande Supplice.

## Équipements de proximité
La ville de Louargat est équipée d'un terrain multisports en aluminium depuis mai 2012.

## Personnalités liées à la commune
- François Le Calvez (1799-1880), homme politique né à Louargat, député des Côtes-du-Nord de 1868 à 1870.
- Louis Lalès (1903-1982), homme politique né à Louargat, résistant au Front National pour la Libération et l'Indépendance de la France, maire (1945-1947), conseiller général (1945-1951).